# Lew Soloff
Lewis Michael Soloff, detto Lew (New York, 20 febbraio 1944 – New York, 8 marzo 2015), è stato un trombettista, compositore e attore statunitense.
Ha lavorato con Blood, Sweat & Tears, Nino Buonocore, Aretha Franklin, Art Garfunkel, Chaka Khan, Elvis Costello, Paul Simon, Sheena Easton, Eric Clapton, Sinéad O'Connor, Eugenio Finardi, e Sandy Müller, Carla Bley.